# Apulanta
Apulanta est un groupe de rock finlandais fondé en 1991. Le groupe commença avec un style proche du ska ou du punk rock, pour ensuite se rapprocher du metal alternatif et du hard rock. Les chansons sont en finnois sauf dans les albums Apulanta et Viper Spank où les paroles sont en anglais.

## Biographie
Le groupe se forme à la suite de l'idée de Toni Wirtanen (actuel chanteur du groupe) alors que les membres fondateurs n'étaient que des adolescents âgés entre 16 et 18 ans.
En 1993, ils sortent leur premier single "Mikä ihmeen Apulanta?" suivi de "T.S. + A.L.".
En 1996 sort leur premier album "Ehjä" sous le label "Levy-yhtiö", avec lequel le groupe sortira tous ses albums. Cependant le succès en Finlande n'apparait qu'à partir de 1997 avec l'album "Kolme". 
Le succès international arrive en 2005 avec "Kiila", grâce au succès des singles "Armo"et "Pahempi toistaan". Le disque devint disque d'or en Finlande. En 2008, le groupe sort l'album "Kuutio (Kuinka Aurinko Voitettiin)", qui marqua la notoriété du groupe grâce aux chansons "Vauriot" et "Ravistettava ennen käyttöä".

## Membres

### Membres actuels
- Toni Wirtanen

- Simo Santapukki

- Sami Lehtinen

### Anciens membres
- Antti Lautala

- Tuukka Temonen

## Discographie

### Singles
- Mikä ihmeen Apulanta? (1993)
- T.S. + A.L. (1994)
- Tuttu TV:stä (1994)
- Hajonnut EP (1995)
- Anna mulle piiskaa (1996)
- Mato (1997)
- Mitä vaan (1997)
- Liikaa (1997)
- Teit meistä kauniin (1998)
- Hallaa (1999)
- Torremolinos 2000 (1999)
- Käännä se pois A (1999)
- Käännä se pois B (1999)
- Ei yhtään todistajaa (2000)
- Maanantai (2000)
- Viivakoodit (2001)
- Reunalla (2001)
- Kadut (2001)
- Saasta (2002)
- Hiekka (2002)
- Jumala (2003)
- Pudota EP (2004)
- Pahempi toistaan (2005)
- Armo (2005)
- Koneeseen Kadonnut (2006)
- Kesä EP (2008)
- Vauriot // Kumi, nahka, piiska / Punainen helvetti (2008)
- Ravistettava ennen käyttöä (2009)

### Albums Studio
- Attack of the A.L. People (1994)
- Ehjä (1996)
- Kolme (1997)
- Aivan Kuin Kaikki Muutkin (1998)
- Plastik (2000)
- Heinola 10 (2001)
- Hiekka (2002)
- Kiila (2005)
- Eikä Vielä Ole Edes Ilta (2007)
- Kuutio (Kuinka Aurinko Voitettiin)  (2008)
- Kaikki kolmesta pahasta' (2012)
- Kunnes siitä tuli totta (2015)
- Sielun kaltainen tuote (2022)

### Albums studio en Anglais
- Apulanta (2001/2002)
- Viper Spank (2000/2003)